# 쿠르수스 호노룸
쿠르수스 호노룸(cursus honorum, 명예로운 경로)은 로마 공화정과 초기 로마 제정 시대에 공직의 순서나 과정을 일컫는 말이다. 원로원 계급의 로마인은 이 일련의 과정을 차례로 밟고 올라 가는 것을 명예롭게 여겼고 쿠르수스 호노룸은 관직 승진 과정으로 존중받았다.
쿠르수스 호노룸은 재무관, 조영관, 법무관, 집정관, 감찰관 순서로 올라갔다. 평민들만의 관리인 호민관이나 임시 관직인 독재관은 여기에 포함되지 않는다.
각 단계는 최소 선거 입후보 연령규정과 연임제한 규정이 있었는데 공화정 말기에는 이러한 규정들이 무시되기도 하였다. 일레로 가이우스 마리우스는 기원전 104년부터 100년까지 5번에 걸쳐서 집정관직을 연임했다. 술라의 개혁에 이르러 같은 공직에 다시 입후보하려면 10년의 기간을 두는 것을 정했는데 공화정 말기 폼페이우스의 대두와 삼두 정치시대에 이르면 이마저도 무시되었다.
쿠르수스 호노룸의 과정과 연령단계는 대략 다음과 같다.
- 첫 번째 단계 - 재무관 (Quaestor)
  - 30세
  - 주로 시당국이나 군단의 재무와 회계관련 일을 담당한다.
- 두 번째 단계 - 조영관 (=안찰관, Aedile)
  - 36세 (재무관을 거쳐야함)
  - 수도의 상수도, 식량문제등을 관장하고 공공사무를 감독한다. 시장이나 신전에 대한 업무도 관리한다.
- 세 번째 단계 - 법무관 (Praetor)
  - 39세 (재무관, 안찰관을 모두 거쳐야함)
  - 로마에서 집정관의 업무를 수행, 특히 재판과 관련한 업무 담당하고 이 업무를 마치면 속주 총독으로 파견되고 군단의 지휘권이 부여되었다.
- 네 번째 단계 - 집정관 (Consul)
  - 40세 (혈통귀족(patrci) 또는 42세 (명사/신귀족(nobilis)
  - 최고의 영예인 관직, 군사 지휘권이 있음
  - 집정관을 마치면 속주 총독으로 부임할 수 있고 군단의 지휘권이 있음
- 마지막 단계 - 감찰관 (Censor)
  - 집정관을 마쳐야 임할 수 있음

## 같이 보기
- 로마 원로원